# 貝希爾·謝哈布二世
貝希爾·謝哈布二世（1767年—1850年），出生於黎巴嫩貴族家庭的政治人物。他於18世紀末－19世紀初期，統治黎巴嫩大部分地區，是為著名的埃米爾。
1767年出生於黎巴嫩貴族家庭的他，於成年不久後的1788年出馬選舉統治黎巴嫩地區的一位埃米爾，並獲得當選，之後統治該國三分之二的領土。任內他積極改革領轄地區的內政，卻因此遭到伊斯兰教傑尼遜教派的反對，並於1823年遭推翻，晚年甚至流放至馬爾他。